# Helmut Ries
Johannes Helmut Ries (* 4. Mai 1920 in Hamburg; † 27. November 2009 in Westerholz, Amt Langballig) war Arzt, Buchautor und Mitbegründer der Historischen Gesellschaft Glücksburg.

## Leben

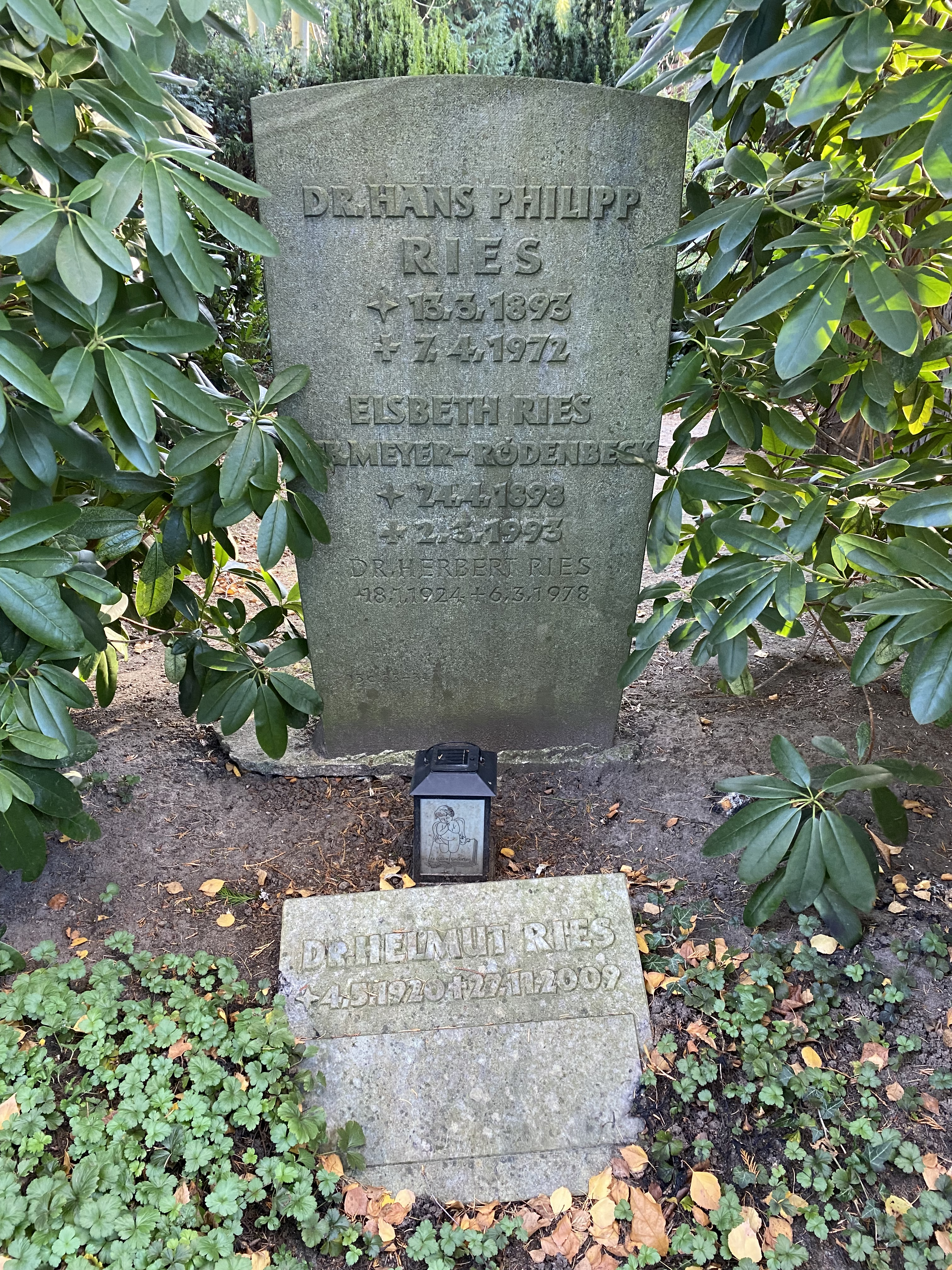
Grabstätte

Helmut Ries studierte an der Militärärztlichen Akademie in Berlin und übte während des Zweiten Weltkrieges eine truppenärztliche Tätigkeit aus. Nach Ende des Krieges schloss er seine Facharztausbildung ab und wurde zum Dr. med. promoviert. Danach ging er zunächst nach England, um sich weiterzubilden. Dort erlangte er eine Sonderqualifikation, die es ihm erlaubte, neben seiner Arzttätigkeit auch eine Apotheke zu leiten. Nach dem Englandaufenthalt ging Ries für zehn Jahre nach Irland. Dort leitete er eine Unfallstation am Lehrkrankenhaus des Royal College of Surgeons. Außerdem wurde er Vertrauensarzt der deutschen Botschaft in Irland, bis er 1970 nach Deutschland zurückkehrte. 1981 eröffnete er eine Kinderarztpraxis in Glücksburg, die ab 1989 als Gemeinschaftspraxis fortbestand, ehe er 1990 in Pension ging. Die Praxis existiert bis heute.
Ries, sehr an deutscher Geschichte interessiert, gründete am 18. November 1987 als treibende Kraft zusammen mit Friedrich Ferdinand zu Schleswig-Holstein (1913–1989) die zum Gründungszeitpunkt 16-köpfige Historische Gesellschaft Glücksburg, die er bis 1997 leitete. Nach 1997 übernahm er für den Verein repräsentative Aufgaben. Darüber hinaus betätigte sich Ries als Autor. So schrieb er beispielsweise eine Biografie über Kronprinz Wilhelm, die allerdings eine sehr schlechte Bewertung durch Holger Afflerbach erhielt. Ries zufolge wäre Wilhelm ein „guter Kaiser geworden“, wenn die Geschichte anders verlaufen wäre.
Helmut Ries lebte bis zu seinem Tode in Westerholz bei Langballig an der Flensburger Förde. Beigesetzt wurde er in Hamburg in der Familiengrabstätte auf dem Nienstedtener Friedhof.

## Auszeichnungen
- 1970: Bundesverdienstkreuz 1. Klasse[8]

## Schriften
- mit Helmut Moll: Pädiatrische Unfallfibel. Springer, Berlin/Heidelberg/New York 1971, ISBN 3-540-05521-5.
- Kronprinz Wilhelm. Mittler, Hamburg 2001, ISBN 3-8132-0775-7 (Rezensionsnotiz der FAZ (Holger Afflerbach) auf Perlentaucher).